# José Saramago
José de Sousa Saramago est un écrivain et journaliste portugais né le 16 novembre 1922 à Azinhaga (Portugal) et mort le 18 juin 2010 à Lanzarote (îles Canaries, Espagne). 
Il est le seul Portugais décoré du grand-collier de l'ordre de Sant'Iago de l'Épée et reste à ce jour l'unique auteur lusophone à avoir reçu le prix Nobel de littérature, en 1998.
Son livre L'Aveuglement figure sur la liste des 100 meilleurs livres de tous les temps établie en 2002 par le Cercle norvégien du livre, et son livre Le Dieu manchot figure sur la liste des 50 œuvres essentielles de la littérature portugaise établie en 2016 par le prestigieux Diário de Notícias.

## Biographie
Fils de paysans pauvres du centre du Portugal, il est rapidement obligé d'abandonner ses études secondaires, commencées à Lisbonne, pour entrer dans une école professionnelle dont il sort avec un diplôme de serrurier. Parallèlement à sa formation, il se passionne pour la littérature et la langue française qu'il a longtemps pratiquée et admirée.
Il travaille pour plusieurs hôpitaux de la capitale et occupe ensuite des postes administratifs dans différentes entreprises. Il vit de divers métiers (dessinateur industriel, employé d'assurance, salarié d'une maison d'édition) avant de se lancer dans le journalisme.
En 1944, il épouse Ilda Reis dont il a une fille, Violante.
Après la chute du régime de Salazar, il est nommé à la tête du quotidien Diário de Notícias dont il est renvoyé un an plus tard, en 1975. Selon lui, ce licenciement est « la chance de sa vie » car il marque « le début de sa vie d'écrivain ».
Son premier roman, consacré à sa région natale, était paru en 1947 : Terre du péché (Terra do pecado). Cependant, à partir des années 1960, il lui faut attendre plus de 20 ans pour s'imposer dans le milieu littéraire, collaborant avec de nombreux journaux pour lesquels il écrit des chroniques et des poèmes. Un recueil de poèmes L'Année 1993 (O ano de 1993) paraît en 1975 et Relevé de terre (Levantado do Chão), son second roman, n'est publié que cinq ans plus tard. Ce dernier ouvrage se conçoit comme une saga familiale sur des travailleurs agricoles dans laquelle l'auteur commence à affirmer un style expérimental, caractérisé par une syntaxe sans ponctuation ni pause. En réalité, il ne s'autorise que des points et des virgules.
Saramago explique lui-même cette percée tardive en littérature par son manque d'assurance et ses incertitudes. Dès lors, sa production demeure ininterrompue et foisonnante jusqu'à sa mort. En 1982, Le Dieu manchot (Memorial do convento) lui apporte, à 60 ans, la renommée internationale ainsi que le Grand Prix du roman du Pen Club en 1984. À partir de ce troisième roman qui impressionne le cinéaste italien Federico Fellini, amateur d'images exubérantes, Saramago devient un écrivain à succès dont les livres se vendent dans le monde entier et sont traduits dans 25 langues.
En 1988, il se remarie avec la journaliste Pilar del Río.
En 1991, il publie  l'O Evangelho Segundo Jesus Cristo (L'Évangile selon Jésus-Christ), mais en 1992, le gouvernement portugais impose que cette œuvre soit retirée de la liste de sélection pour le prix littéraire européen Aristeion Prize (en), pour offense à la religion. En réponse à cette censure politique, Saramago et son épouse s'exilent dans l'île espagnole de Lanzarote, où il poursuit son œuvre littéraire.
En 1998, il obtient le prix Nobel de littérature, « pour avoir, grâce à ses paraboles soutenues par l'imagination, la compassion et l'ironie, rendu sans cesse à nouveau tangible une réalité fuyante dans une œuvre aux profondeurs insoupçonnées et au service de la sagesse. ».
Il est également détenteur du prix Camões et est docteur honoris causa des universités de Bordeaux III,, et Lille III.
Atteint de leucémie, il meurt le 18 juin 2010 à Lanzarote.

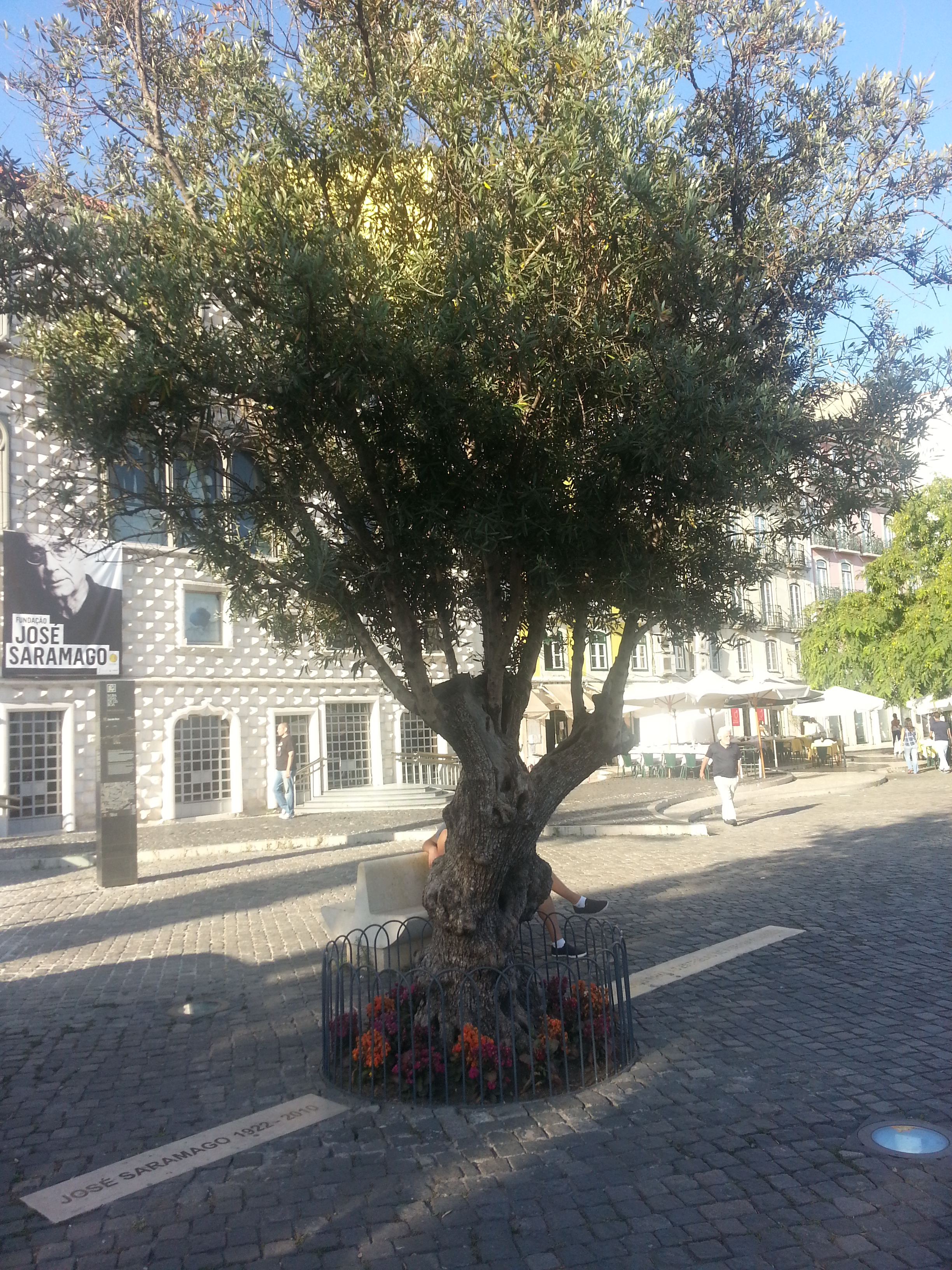
Les cendres de José Saramago déposées sous cet olivier

## Opinions politiques
Saramago a été membre du Parti communiste portugais à partir de 1969. Athée, il s'est décrit lui-même comme un pessimiste. Ses positions concernant la question religieuse ont souvent provoqué la controverse au Portugal. Les milieux catholiques se sont violemment insurgés contre l'auteur après la publication de L'Évangile selon Jésus-Christ (O Evangelho Segundo Jesus Cristo, 1991) dans lequel saint Joseph est présenté comme un couard fuyant afin de sauver sa famille, sans prévenir les autres familles de Bethléem bientôt victimes d'Hérode. La culpabilité de Joseph sera transmise à Jésus. Ce dernier, tenté par le diable et animé d'une passion dévorante pour Marie de Magdala, lancera un défi à Dieu,.
Saramago n'a jamais dissimulé sa défiance face à la construction européenne dont il a déploré les dérives libérales. Il disait s'interroger constamment sur la place conférée par la Commission de Bruxelles et le Parlement de Strasbourg à son pays, pauvre et démuni, dont il craignait l'engloutissement.
À la fin de sa vie, Saramago s'engage fortement dans le mouvement ibériste et altermondialiste, participant aux forums sociaux mondiaux et étant l'un des signataires du Manifeste de Porto Alegre. Ses propos sur les violences potentiellement inhérentes à toutes les religions, ou plus exactement à ce qu'il appelle le « facteur Dieu », à l'occasion des attentats du 11 septembre 2001, dont il conteste la version officielle, suscitent de vives polémiques dans la presse portugaise,,. Il a, de plus, souvent dénoncé la politique du gouvernement israélien vis-à-vis de la Palestine. Il fut membre du comité de parrainage du Tribunal Russell sur la Palestine dont les travaux ont commencé le 4 mars 2009. En 2002, il déclencha une controverse à l'international lorsqu'en visite à Ramallah comme représentant de la délégation du Parlement international des écrivains, il compara la situation des Palestiniens à celle des victimes d'Auschwitz. Malgré les accusations d’antisémitisme, il ne renonça pas à son engagement en faveur de la fin du conflit israélo-palestinien, appelant notamment dans Le Cahier à la levée du blocus de Gaza. Il s'est également engagé en faveur de la libération du Sahara occidental.
Il a été candidat aux élections européennes de 2009.

## Romans
Selon l'Académie suédoise, « l'art romanesque de Saramago, développé avec obstination et présentant des profondeurs insoupçonnées, place l'écrivain à un rang élevé. Avec toute son indépendance, Saramago se rattache à la tradition d'une façon qu'on peut, dans le contexte actuel, qualifier de radicale. Son œuvre se présente comme une série de projets, où l'un désavoue plus ou moins l'autre, mais où tous constituent de nouvelles tentatives pour cerner une réalité fuyante. ».
En plus des classiques portugais (António Ribeiro Chiado, Luís de Camões, Gil Vicente, Camilo Castelo Branco, Fernando Pessoa), Saramago reconnaît plusieurs influences sur sa création littéraire parmi lesquelles la littérature baroque, Don Quichotte, le modernisme, le postmodernisme ou encore l'œuvre de Günter Grass, Gabriel García Márquez, Carlos Fuentes et Jorge Amado,,,,.
Ses romans présentent souvent des scénarios fantastiques : dans Le Radeau de pierre (A jangada de pedra, 1986), la péninsule ibérique se sépare de l'Europe et dérive sur l'Atlantique ; L'Aveuglement(Ensaio sobre a cegueira, 1995) met en scène un pays entièrement frappé par une épidémie de cécité ; L'Année de la mort de Ricardo Reis (O ano da morte de Ricardo Reis, 1984) relate le parcours d'un des hétéronymes de Fernando Pessoa qui survit un an après la mort du poète. Dans Histoire du siège de Lisbonne (História do cerco de Lisboa, 1989), roman dans le roman, un correcteur inverse le cours de l'Histoire lors du siège de Lisbonne afin de trouver un sens à son existence,,. Les Intermittences de la mort (As intermitências da morte, 2005) évoque un État imaginaire dans lequel plus personne ne meurt.
L'auteur élabore, dans plusieurs de ses œuvres, de minutieuses reconstitutions d'événements historiques en soulignant le facteur humain de ces événements plutôt que de présenter une version historique officielle. Le Dieu manchot se veut en effet une peinture exhaustive du Portugal au temps baroque mais ne perd jamais le point de vue de la fiction, ni même du mensonge par le biais d'une histoire d'amour insolite et d'un ton blasphématoire. Dans cette œuvre épique, un guerrier manchot, Balthazar Sept-Soleils, et une sorcière, Blimunda Sept-Lunes, errent dans un royaume ravagé par l'Inquisition et s'émerveillent devant une machine volante inventée par le moine Bartolomeu de Gusmão. Autour du couple, gravitent plusieurs personnages bigarrés dans le XVIIIe siècle portugais sous le règne du roi Jean V, avant le tremblement de terre du 1er novembre 1755 et la reconstruction de Lisbonne selon les plans commandés par le marquis de Pombal, homme des Lumières opposé au clergé. Saramago revient également sur l'édification titanesque du palais de Mafra, l'un des joyaux du patrimoine portugais. Obsédé, selon son aveu, par l'histoire de son pays et admirateur d'historiens français comme Fernand Braudel, Georges Duby et Jacques Le Goff, l'auteur se défend d'écrire des romans historiques. On retrouve chez lui, comme thématique très portugaise, le goût du voyage dans des récits qui intègrent à un cadre historique et géographique avéré des motifs merveilleux rappelant le réalisme magique sud-américain,,. L'histoire est liée à l'art du conte.
Ses romans mêlent fable, mythe, fantaisie et reportage. Ils n'hésitent pas à user de l'allégorie et sont lisibles comme des paraboles. L'écrivain tend, aux détours de fictions situées à des époques révolues, un miroir à ses contemporains, maniant avec brio le sous-entendu et l'ironie au gré d'une écriture volubile et parodique. Par exemple, Le Voyage de l'éléphant (A Viagem do Elefante, 2008) raconte la traversée par un éléphant de l'Europe du XVIe siècle où les batailles, la peur du châtiment céleste et la dureté quotidienne reflètent la situation des peuples européens malmenés par leurs institutions actuelles. Dans La Lucidité (Ensaio sobre a lucidez, 2004), Saramago imagine une élection où plus de 80 % de bulletins blancs obligent le pouvoir en place à proclamer l'État d'exception. La réflexion politique, la satire du conservatisme et de la religion et le thème de l'affrontement entre petits et puissants occupent une place centrale dans ses livres. L'union de la mémoire et de l'imaginaire y retranscrit une réalité aléatoire et insaisissable. Son œuvre propose une réparation des injustices sociales et une reconquête du temps perdu par la force poétique du langage.

## Style
L'écriture de Saramago condense divers degrés d'énoncé et de dialogue et prend des libertés avec la ponctuation. Elle est caractérisée par une fusion des styles direct et indirect et de longues phrases rythmées par de nombreuses virgules. Ces phrases peuvent être vues comme une succession de phrases courtes où la virgule aurait remplacé le point. Elles comprennent aussi plusieurs incises qui sont autant de digressions à l'adresse du lecteur. Les dialogues eux-mêmes ne sont pas introduits classiquement par des guillemets ou des tirets : ils forment un bloc compact et sont traités sous forme d'incises au cœur des phrases ou par une virgule, parfois suivie d'une majuscule qui signale le changement de locuteur. L'absence d'alinéa donne à la page un aspect très dense.
Saramago décrit avec ironie « la syntaxe chaotique, l'absence de point final, l'élimination obsessive des paragraphes, l'emploi erratique des virgules et, péché sans rémission, l'abolition intentionnelle et diabolique de la lettre majuscule » qui caractérisent son écriture (Les Intermittences de la mort, p. 125).
Il évoque la genèse de cette méthode stylistique :

« J'écrivais un roman comme les autres. Tout à coup, à la page 24 ou 25, sans y penser, sans réfléchir, sans prendre de décision, j'ai commencé à écrire avec ce qui est devenu ma façon personnelle de raconter, cette fusion du style direct et indirect, cette abolition de la ponctuation réduite au point et à la virgule. Je crois que ce style ne serait pas né si le livre n'était pas parti de quelque chose que j'avais écouté. Il fallait trouver un ton, une façon de transcrire le rythme, la musique de la parole qu'on dit, pas de celle qu'on écrit. Ensuite, j'ai repris les vingt premières pages pour les réécrire. »

— Le Monde des livres (17 mars 2000).
La plupart de ses romans sont polyphoniques et labyrinthiques. Les voix des personnages se superposent et sont entrecoupées par celle du romancier omniscient, souvent ironique, voire par celle de Dieu comme dans L'Évangile selon Jésus-Christ. Selon Saramago, « dans les divers arts, et principalement dans l'art d'écrire, le meilleur chemin entre deux points mêmes proches n'a jamais été, ne sera jamais et n'est pas la ligne droite. ». L'auteur prend en effet plaisir à balader le lecteur au gré de détours, de voix narratives plurielles, de métaphores et d'anachronismes qui mettent en relief des jeux de miroir où mensonge et vérité se confondent et s'échangent. Saramago explique que, dans la vie comme en art, la frontière entre le faux et le véridique se réduit à « une feuille de papier ».

« Mais l'inconvénient avec les témoignages, quelle que soit leur prétention à la vérité, c'est leur manque de précision dans les détails et leur restitution passionnée des événements… La prolifération des témoignages de second ordre ou de troisième que certains ont copiés, d'autres ont transmis sans soin, que certains ont répétés par ouï-dire, d'autres les ont modifiés dans les détails en toute bonne ou mauvaise foi, que certains ont librement interprétés, d'autres les ont rectifiés, que certains ont propagés avec une indifférence totale, d'autres les ont proclamés comme la vérité unique, éternelle et irremplaçable, ces derniers étant les plus suspects de tous. »

— L'Histoire du siège de Lisbonne (cité dans Les Disparus).
Malgré tout, son style reste d'une remarquable fluidité. Par ailleurs, nonobstant la luxuriance de sa prose, Saramago ne rejette pas la narration traditionnelle, contrairement à António Lobo Antunes, présenté par la presse comme son rival et réputé pour casser l'intrigue au profit des voix intérieures.
L'art narratif de Saramago reste cohérent. Il fonctionne par circonvolutions, tenue par une idée romanesque directrice qui file la métaphore.

« J'ai besoin d'entendre une voix qui dit ce que je suis en train d'écrire, alors le moteur commence à fonctionner, sinon ça n'avance pas. J'ai aussi besoin d'une idée forte. Je peux attendre trois semaines ou trois mois, il y a des pensées qui flottent et je rencontre l'idée que j'attendais, je le sais immédiatement. »

Gregory Mion, auteur de plusieurs articles sur l'auteur est revenu sur son style si caractéristique après son décès, arguant d'une « mort sans point final ».

## Œuvre
Classement principal par genre, classement secondaire par date de parution en portugais.

### Poésie
- Os Poemas Possíveis, 1966 Publié en français sous le titre  Les Poèmes possibles, traduit par Nicole Siganos et J. Brémond, Remoulins-sur-Gardon, 1998, 185 p., édition bilingue  (ISBN 978-2-9100-6351-1)
- Provavelmente Alegria, 1970
- O Ano de 1993, 1975

### Essais
- Deste Mundo e do Outro, 1971
- A Bagagem do Viajante, chroniques, 1973
- As Opiniões que o DL teve, 1974
- Os Apontamentos, chroniques politiques, 1976
- Viagem a Portugal, 1981

- Discursos de Estocolmo, 1998

- Folhas políticas : 1976-1998, 1999

### Journaux
- Cadernos de Lanzarote, 5 vol. , 1994-1998.
- O Caderno, 2009

- Último Caderno de Lanzarote, 2018[35]

### Théâtre
- A Noite, 1979
- Que Farei Com Este Livro?, 1980
- A Segunda Vida de Francisco de Assis, 1987
- In Nomine Dei, 1993
- Don Giovanni ou O dissoluto absolvido, 2005

### Contes et nouvelles
- Objecto Quase, 1978

- Poética dos Cinco Sentidos - O Ouvido, 1979
- O Conto da Ilha Desconhecida, 1997

### Romans
- Terra do pecado, 1947
- Manual de pintura e caligrafia, 1977 Publié en français sous le titre Manuel de peinture et de calligraphie, traduit par Geneviève Leibrich, Paris, Le Seuil, 2000, 252 p.  (ISBN 978-2-0203-6736-3)
- Levantado do chão, 1980 Publié en français sous le titre Relevé de terre, traduit par Geneviève Leibrich, Paris, Le Seuil, 2012 p. 360 p.  (ISBN 978-2020-14046-1)
- Memorial do convento, 1982 Publié en français sous le titre Le Dieu manchot, traduit par Geneviève Leibrich, présentation Pierre Léglise-Costa, Paris, Métailié et Albin Michel, coll. « Domaine portugais » et « Les Grandes Traductions », 1987, 397 p.  (ISBN 978-2-2260-2868-6)
- O ano da morte de Ricardo Reis, 1984 Publié en français sous le titre L'Année de la mort de Ricardo Reis, traduit par Claude Fages, Paris, Le Seuil, 1988, 377 p.  (ISBN 978-2-0201-0347-3)
- A jangada de pedra, 1986 Publié en français sous le titre Le Radeau de pierre, traduit par Claude Fages, Paris, Le Seuil, 1990, 312 p.  (ISBN 978-2-0201-1541-4)
- História do cerco de Lisboa, 1989 Publié en français sous le titre Histoire du siège de Lisbonne, traduit par Geneviève Leibrich, Paris, Le Seuil, 1992, 318 p.  (ISBN 978-2-0201-2203-0)
- O Evangelho segundo Jesus Cristo, 1991 Publié en français sous le titre L'Évangile selon Jésus-Christ, traduit par Geneviève Leibrich, Paris, Le Seuil, 1993, 376 p.  (ISBN 978-2-0201-8172-3)
- Ensaio sobre a cegueira, 1995 Publié en français sous le titre L'Aveuglement, traduit par Geneviève Leibrich, Paris, Le Seuil, 1997, 302 p.  (ISBN 978-2-0202-8952-8)
- A bagagem do viajante, 1996
- Cadernos de Lanzarote, 1997
- Todos os nomes, 1997 Publié en français sous le titre Tous les noms, traduit par Geneviève Leibrich, Paris, Le Seuil, 1999, 270 p.  (ISBN 978-2-0203-4188-2)
- A caverna, 2000 Publié en français sous le titre La Caverne, traduit par Geneviève Leibrich, Paris, Le Seuil, 2002, 346 p.  (ISBN 978-2-0204-9390-1)
- O homem duplicado, 2002 (Adapté au cinéma en 2013 sous le titre Enemy) Publié en français sous le titre L'Autre comme moi, traduit par Geneviève Leibrich, Paris, Le Seuil, 2005, 282 p.  (ISBN 978-2-0206-1296-8)
- Ensaio sobre a lucidez, 2004 Publié en français sous le titre La Lucidité, traduit par Geneviève Leibrich, Paris, Le Seuil, coll. « Cadre Vert », 2006, 384 p.  (ISBN 978-2-0207-9066-6)
- As intermitências da morte, 2005 Publié en français sous le titre Les Intermittences de la mort, traduit par Geneviève Leibrich, Paris, Le Seuil, coll. « Cadre Vert », 2008
- As pequenas memórias, 2006 Publié en français sous le titre Menus souvenirs, traduit par Geneviève Leibrich, Paris, Points, 2014. 149 p.  (ISBN 978-2-7578-5727-4)
- A Viagem do Elefante, 2008 Publié en français sous le titre Le Voyage de l'éléphant, traduit par Geneviève Leibrich, Paris, Le Seuil, coll. « Cadre Vert », 2009, 215 p.  (ISBN 978-2-0209-9423-1)
- Caim, 2009 Publié en français sous le titre Caïn, traduit par Geneviève Leibrich, Paris, Le Seuil, coll. « Cadre Vert », 2011 (ISBN 978-2-0210-2660-3)
- Claraboia, 2011 Publié en français sous le titre La Lucarne, traduit par Geneviève Leibrich, Paris, Le Seuil, coll. « Cadre Vert », 2013

Il s'agit ici en fait d'un des premiers romans proposé par J. Saramago dès 1953, refusé, puis retrouvé par l'éditeur en 1989, mais publié post mortem après le refus de l'auteur de le voir publié de son vivant.

### Opéras
Deux textes de Saramago ont inspiré des opéras d'Azio Corghi :
- Le Dieu manchot devenu Blimunda, opéra en 3 actes - d'après Memorial do Convento de José Saramago 1990, Milan
- Divara - Wasser und Blut, drame musical en 3 actes - d'après In nomine Dei de José Saramago 1993 Münster (pour l'anniversaire de la ville de Münster)

### Articles et préfaces
- « Chiapas, un combat pour la dignité », dans Manière de voir - vol. 49, janvier-février 2000, p. 84-86
- « S'attaquer au tabou de la démocratie », dans Manière de voir - vol. 83, octobre-novembre 2005, p. 20-23
- Bernardo gomes de brito (trad. du portugais par Georges Le Gentil, préf. José Saramango), Histoires tragico-maritimes. Trois naufrages portugais au XVIe siècle, Paris, Chandeigne, coll. « Magellane poche », 2017, 251 p. (ISBN 978-2-36732-126-4).

### Recueil anthologique
- Un regard sur le monde, Anthologie, Le Seuil, 2020  (ISBN 9782021403640)

## Prix et distinctions
- 1995 : Prix Camões
- 1998 : Prix Nobel de littérature
- 2007 : Hijo Predilecto de Andalucía

### Filmographie
- (pt) José Saramago : le temps d'une mémoire, film de Carmen Castillo, Direction du livre et de la lecture, Paris, 2009 (cop. 2003), 70' (DVD, version sous-titrée en français)